# Рудник Горо (залізний)
Рудник Горо (залізний) – колишній гірничодобувний майданчик у Меланезії на острові Нова Каледонія (заморське володіння Франції).
Залізний рудник у Горо почав роботу в 1937 (за іншими даними – 1938) році. Розробку провадила японська компанія з відправкою руди до Японії, тому в 1941-му із нападом цієї країни на західних союзників діяльність рудника зупинили і так і не відновили в подальшому. Всього за час експлуатації вилучили 415 тисяч тонн руди.
Наразі в морі збереглись великі конструкції із металевих ферм, які колись використовувались для відвантаження руди.